# Niebędzino
Niebędzino (kaszb. Niebãdzëno lub też Nieòbãdzëno, Òbãdzëno, niem. Wobensin) – osada kaszubska w Polsce położona w województwie pomorskim, w powiecie lęborskim, w gminie Nowa Wieś Lęborska. Wieś jest częścią składową sołectwa Redkowice. 
Ok. 2,5 km na wschód od wsi znajduje się Niebędzińska Góra.
W latach 1975–1998 miejscowość administracyjnie należała do województwa słupskiego.
Miejscowość położona w zachodniej części gminy Nowa Wieś Lęborska, w powiecie lęborskim w woj. Pomorskim. Pierwszymi historycznymi posiadaczami Niebędzina był ród Pierchowów. Osiedlili się oni w 1375 roku i żyli tam do 1909 roku. W 1911 roku Niebędzino było gminą chłopską z 61 mieszkańcami oraz okręgiem folwarcznym o powierzchni 696ha. 